# Норейка Лаймонас
Ла́ймонас Норе́йка (лит. Laimonas Noreika; 27 листопада 1926—31 травня 2007) — радянський і литовський актор. Заслужений артист Литовської РСР (1973). Заслужений діяч мистецтв Литовської РСР (1976). Народний артист Литовської РСР (1986). Лауреат Національної премії літератури і мистецтв Литви (1993).

## Біографічні відомості
Народ. 27 листопада 1926 р. Закінчив акторський факультет Державного інституту театрального мистецтва імені А. Луначарського в Москві (1952). Працював у Литовському і Каунасському драматичному театрах.
Знімається у кіно з 1947 р. (фільми: «Ніхто не хотів помирати» (1966), «Подвиг Фархада» (1967), «Мертвий сезон» (1968), «Моабітський зошит» (1968), «Місія в Кабулі» (1970), «Все королівське військо» (1971), «Втрачений дах» (1976), «Контракт століття» (1985), «Візит до Мінотавра» (1987) тощо).
Грав в українських кінокартинах: «Білі хмари» (1968, Андреєв), «Експеримент доктора Абста» (1968, Абст), «Важкий колос» (1969, Павло Загребельний), «Повість про чекіста» (1969, Крафт), «Сутичка» (1971, Груббе), «Земні та небесні пригоди» (1974, Чехун), «За п'ять секунд до катастрофи» (1977, Пол Рот).